# Agrametra
Agrametra is een geslacht van wantsen uit de familie van de Miridae (Blindwantsen). Het geslacht werd voor het eerst wetenschappelijk beschreven door Buchanan-White in 1878.

## Soorten
Het genus is monotypisch en bevat alleen de volgende soort:

- Agrametra aethiops Buchanan-White, 1878